# Polnischer Fußballpokal 1994/95

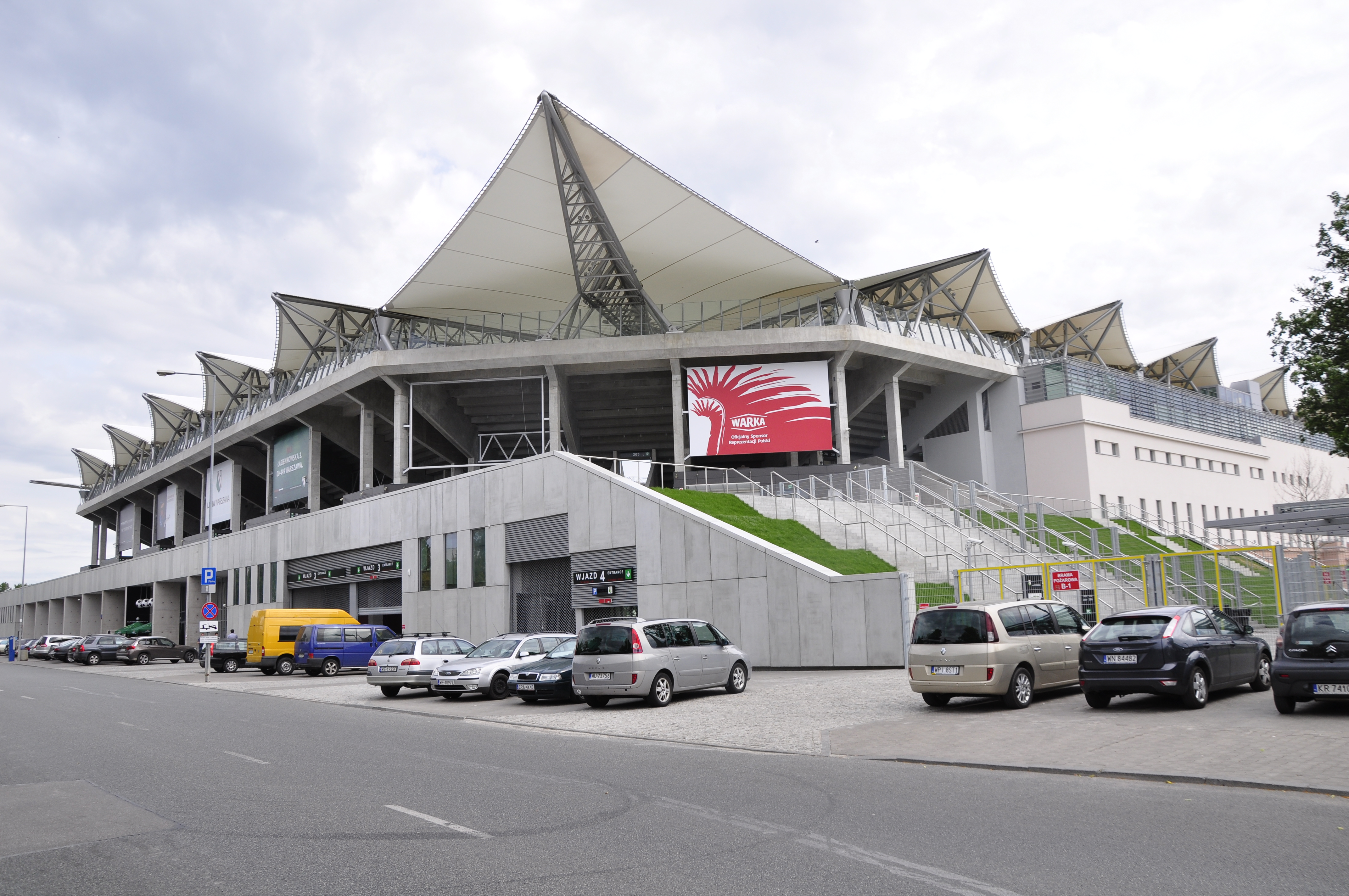
Stadion Wojska Polskiego in Warschau (heute: Pepsi Arena) nach dem Umbau, Austragungsort des polnischen Pokalfinales 1995

Der Puchar Polski 1994/95 war die 41. Ausspielung des polnischen Pokalwettbewerbs. Er begann am 26. Juni 1994 und wurde mit dem Finale am 18. Juni 1995 abgeschlossen.
Titelverteidiger Legia Warschau gewann den nationalen Pokal zum elften Mal bei seiner 16. Finalteilnahme. Für Endspielgegner GKS Katowice war es die vierte Niederlage im siebenten Endspiel. Als polnischer Meister der Saison 1994/95 war Legia Warschau für die Qualifikationsrunde der UEFA Champions League 1995/96 qualifiziert, so dass GKS Katowice als Finalist am Europapokal der Pokalsieger teilnahm.

## Teilnehmende Mannschaften
An der Hauptrunde nahmen 103 Mannschaften teil.
| 4=1. Liga 18 Vereine der Saison 1993/94 | 4=2. Liga 36 Vereine der Saison 1993/94 | 49 regionale Teilnehmer aus den Woiwodschaften | 49 regionale Teilnehmer aus den Woiwodschaften | 49 regionale Teilnehmer aus den Woiwodschaften |
| Legia Warschau (TV) GKS Katowice Górnik Zabrze ŁKS Łódź Pogoń Szczecin Widzew Łódź Ruch Chorzów Hutnik Krakau Lech Posen Sokół Pniewy Stal Mielec Stal Stalowa Wola Zagłębie Lubin Warta Posen Wisła Krakau Polonia Warschau Siarka Tarnobrzeg Zawisza Bydgoszcz | Gruppe I Raków Częstochowa Olimpia Posen Miedź Legnica Ślęza Wrocław Śląsk Wrocław Stilon Gorzów Wielkopolski Naprzód Rydułtowy Chrobry Głogów Lechia Dzierżoniów Bałtyk Gdynia Polonia Bytom Arka Gdynia Odra Wodzisław Lechia Gdańsk GKS Tychy KP Wałbrzych Elana Toruń Gwardia Koszalin Gruppe II OKS Stomil Olsztyn Petrochemia Płock GKS Bełchatów Radomiak Radom Motor Lublin Błękitni Kielce Szombierki Bytom Wisłoka Dębica Hetman Zamość Jagiellonia Białystok Hutnik Warschau Avia Świdnik Karpaty Krosno Okocimski KS Brzesko Włókniarz Pabianice Stal Rzeszów Resovia Rzeszów Bug Wyszków | - W. Biała Podlaska AZS Biała Podlaska - W. Białystok Hetman Białystok - W. Bielsko-Biała Kalwarianka Kalwaria Zebrzydowska - W. Bydgoszcz Chemik Bydgoszcz - W. Chełm Granica Chełm - W. Ciechanów Mławianka Mława - W. Częstochowa Krisbut Myszków - W. Elbląg Pomezania Malbork - W. Gdańsk Wierzyca Starogard Gdański - W. Gorzów Celuloza Kostrzyn - W. Jelenia Góra Pogoń Świerzawa - W. Kalisz LKS Jankowy - W. Katowice Concordia Knurów - W. Kielce Bucovia Bukowa - W. Konin Górnik Kłodawa - W. Koszalin Gryf Polanów - W. Kraków Wawel Krakau - W. Krosno Bieszczady Ustrzyki Dolne - W. Legnica Kuznia Jawor - W. Leszno Rawia Rawicz - W. Lublin KS Lublinianka - W. Łomża Olimpia Zambrów - W. Łódź Victoria Łódź - W. Nowy Sącz LKS Poroniec Poronin - W. Olsztyn Jeziorak Iława | - W. Opole Varta Start Namysłów - W. Ostrołęka Bug II Wyszków - W. Piła Amica Wronki - W. Piotrków RKS Radomsko - W. Płock Petrochemia II Płock - W. Poznań Polonia Chodzież - W. Przemyśl Kamax Kańczuga - W. Radom Mazowsze Grójec - W. Rzeszów Izolator Boguchwała - W. Siedlce Pogoń Siedlce - W. Sieradz WKS Wieluń - W. Skierniewice Mazovia Rawa Mazowiecka - W. Słupsk Gryf 95 Słupsk - W. Suwałki Mazur Ełk - W. Szczecin Energetyk Gryfino - W. Tarnobrzeg Tłoki Stal Gorzyce - W. Tarnów Tarnovia II Tarnów - W. Toruń Drwęca Golub-Dobrzyń - W. Wałbrzych Kryształ Stronie Śląskie - W. Warszawa Legia II Warschau - W. Włocławek Mień Lipno - W. Wrocław Moto Jelcz Oława - W. Zamość Unia Hrubieszów - W. Zielona Góra Lechia Zielona Góra |                                                |

## Vorrunde
Die Vorrunde fand am 26., 28.. und 29. Juni 1994 mit 18 von 49 Teilnehmern aus den Woiwodschaften statt. Die übrigen Vertreter der Woiwodschaften hatten ein Freilos.
| Datum      |                           | Ergebnis              |                      |
| ---------- | ------------------------- | --------------------- | -------------------- |
| 2X.06.1994 | Mazovia Rawa Mazowiecka   | 3:0                   | Victoria Łódź        |
| 2X.06.1994 | Bieszczady Ustrzyki Dolne | 2:2 n. V. (5:3 i. E.) | LKS Poroniec Poronin |
| 2X.06.1994 | Bucovia Bukowa            | 1:0 n. V.             | Tarnovia II Tarnów   |
| 2X.06.1994 | Hetman Białystok          | 0:3                   | Pogoń Siedlce        |
| 2X.06.1994 | Legia II Warschau         | 1:0                   | Olimpia Zambrów      |
| 2X.06.1994 | Jeziorak Iława            | 3:0                   | Mazur Ełk 1          |
| 2X.06.1994 | Bug II Wyszków            | 0:2                   | Mławianka Mława      |
| 2X.06.1994 | Tłoki Stal Gorzyce        | 12:10                 | Unia Hrubieszów      |
| 2X.06.1994 | Granica Chełm             | 3:4 n. V.             | AZS Biała Podlaska   |

## 1. Runde
Die 1. Runde fand am 3. August 1994 statt.
| Datum      |                                   | Ergebnis              |                          |
| ---------- | --------------------------------- | --------------------- | ------------------------ |
| 03.08.1994 | Wawel Krakau                      | 1:2                   | Krisbut Myszków          |
| 03.08.1994 | Kalwarianka Kalwaria Zebrzydowska | 2:4                   | Concordia Knurów         |
| 03.08.1994 | Varta Start Namysłów              | 4:1                   | Ravia Rawicz             |
| 03.08.1994 | AZS Biała Podlaska                | 2:1                   | Pogoń Siedlce            |
| 03.08.1994 | Mławianka Mława                   | 2:1                   | Pomezania Malbork        |
| 03.08.1994 | Bieszczady Ustrzyki Dolne         | 0:1                   | Kamax Kańczuga           |
| 03.08.1994 | Mazovia Rawa Mazowiecka           | 0:2                   | RKS Radomsko             |
| 03.08.1994 | Jeziorak Iława                    | 0:0 n. V. (4:2 i. E.) | Polonia Chodzież         |
| 03.08.1994 | Mazowsze Grójec                   | 0:1                   | Legia II Warschau        |
| 03.08.1994 | Izolator Boguchwała               | 3:1                   | Tłoki Stal Gorzyce       |
| 03.08.1994 | Gryf Polanów                      | 1:1 n. V. (2:4 i. E.) | Energetyk Gryfino        |
| 03.08.1994 | Górnik Kłodawa                    | 4:0                   | WKS Wieluń               |
| 03.08.1994 | Bucovia Bukowa                    | 1:2                   | KS Lublinianka           |
| 03.08.1994 | Wierzyca Starogard Gdański        | 6:0                   | Gryf 95 Słupsk           |
| 03.08.1994 | Drwęca Golub-Dobrzyń              | 1:4                   | Mień Lipno               |
| 03.08.1994 | Pogoń Świerzawa                   | 2:3                   | Kryształ Stronie Śląskie |
| 03.08.1994 | Celuloza Kostrzyn                 | 0:2                   | Lechia Zielona Góra      |
| 03.08.1994 | LKS Jankowy                       | 0:1                   | Amica Wronki             |
| 03.08.1994 | Petrochemia II Płock              | 2:1                   | Chemik Bydgoszcz         |
| 03.08.1994 | Kuznia Jawor                      | 13:0 1                | Moto Jelcz Oława         |

## 2. Runde
Die Spiele der 2. Runde wurden am 17. und 31. August 1994 ausgetragen. Es nahmen die Gewinner der 1. Runde sowie die Mannschaften der 2. Liga der Saison 1993/94 teil.
| Datum      |                            | Ergebnis              |                            |
| ---------- | -------------------------- | --------------------- | -------------------------- |
| 17.08.1994 | RKS Radomsko               | 2:1 n. V.             | Petrochemia Płock          |
| 17.08.1994 | KS Lublinianka             | 1:0                   | Avia Świdnik               |
| 17.08.1994 | Hetman Zamość              | 4:1                   | Motor Lublin               |
| 17.08.1994 | Mławianka Mława            | 3:1                   | Hutnik Warschau            |
| 17.08.1994 | Mień Lipno                 | 2:3                   | Bałtyk Gdynia              |
| 17.08.1994 | Gwardia Koszalin           | 1:3                   | Amica Wronki               |
| 17.08.1994 | Stal Rzeszów               | 3:1                   | Okocimski KS Brzesko       |
| 17.08.1994 | Jeziorak Iława             | 0:0 n. V. (3:0 i. E.) | OKS Stomil Olsztyn         |
| 17.08.1994 | Concordia Knurów           | 1:1 n. V. (1:3 i. E.) | Szombierki Bytom           |
| 17.08.1994 | Wierzyca Starogard Gdański | 1:0                   | Arka Gdynia                |
| 17.08.1994 | GKS Bełchatów              | 4:0                   | Błękitni Kielce            |
| 17.08.1994 | Kryształ Stronie Śląskie   | 2:0                   | Chrobry Głogów             |
| 17.08.1994 | GKS Tychy                  | 2:2 n. V. (4:5 i. E.) | Olimpia Posen              |
| 17.08.1994 | Elana Toruń                | 1:1 n. V. (3:1 i. E.) | Lechia Gdańsk              |
| 17.08.1994 | Energetyk Gryfino          | 1:0                   | Stilon Gorzów Wielkopolski |
| 17.08.1994 | Lechia Dzierżoniów         | 0:0 n. V. (3:1 i. E.) | Śląsk Wrocław              |
| 17.08.1994 | Lechia Zielona Góra        | 0:1 n. V.             | Miedź Legnica              |
| 17.08.1994 | Górnik Kłodawa             | 1:0                   | Odra Wodzisław             |
| 17.08.1994 | KP Wałbrzych               | 1:2                   | Polonia Bytom              |
| 17.08.1994 | Legia II Warschau          | 0:0 n. V. (3:5 i. E.) | Jagiellonia Białystok      |
| 17.08.1994 | Varta Start Namysłów       | 0:0 n. V. (2:3 i. E.) | Ślęza Wrocław              |
| 17.08.1994 | AZS Biała Podlaska         | 0:1                   | Bug Wyszków                |
| 17.08.1994 | Izolator Boguchwała        | 2:3                   | Karpaty Krosno             |
| 17.08.1994 | Kamax Kańczuga             | 0:1                   | Resovia Rzeszów            |
| 17.08.1994 | Petrochemia II Płock       | 3:1 n. V.             | Włókniarz Pabianice        |
| 17.08.1994 | Krisbut Myszków            | 2:2 n. V. (5:6 i. E.) | Raków Częstochowa          |
| 17.08.1994 | Wisłoka Dębica             | 2:1                   | Radomiak Radom             |
| 31.08.1994 | Kuznia Jawor               | 1:3                   | Naprzód Rydułtowy          |

## 3. Runde
Die Spiele der 3. Runde fanden am 6. September 1994 mit den Gewinnern der 2. Runde statt.
| Datum      |                            | Ergebnis              |                       |
| ---------- | -------------------------- | --------------------- | --------------------- |
| 06.09.1994 | Karpaty Krosno             | 1:2                   | Wisłoka Dębica        |
| 06.09.1994 | Górnik Kłodawa             | 0:6                   | Raków Częstochowa     |
| 06.09.1994 | Wierzyca Starogard Gdański | 0:1                   | Bałtyk Gdynia         |
| 06.09.1994 | Mławianka Mława            | 1:0                   | Jagiellonia Białystok |
| 06.09.1994 | Petrochemia II Płock       | 1:3 n. V.             | GKS Bełchatów         |
| 06.09.1994 | KS Lublinianka             | 0:0 n. V. (4:5 i. E.) | Hetman Zamość         |
| 06.09.1994 | Naprzód Rydułtowy          | 2:1                   | Polonia Bytom         |
| 06.09.1994 | Lechia Dzierżoniów         | 0:0 n. V. (3:4 i. E.) | Ślęza Wrocław         |
| 06.09.1994 | Resovia Rzeszów            | 2:0                   | Stal Rzeszów          |
| 06.09.1994 | Jeziorak Iława             | 4:1 n. V.             | Elana Toruń           |
| 06.09.1994 | Kryształ Stronie Śląskie   | 1:1 n. V. (3:2 i. E.) | Miedź Legnica         |
| 06.09.1994 | Amica Wronki               | 2:0                   | Szombierki Bytom      |
| 06.09.1994 | RKS Radomsko               | 4:0                   | Bug Wyszków           |
| 06.09.1994 | Energetyk Gryfino          | 0:2                   | Olimpia Posen         |

## 4. Runde
Die 4. Runde fand am 25. und 26. Oktober sowie am 15. November 1994 mit den Gewinnern der 3. Runde statt. Hinzu kamen die 18 Mannschaften der 1. Liga.
| Datum      |                          | Ergebnis              |                   |
| ---------- | ------------------------ | --------------------- | ----------------- |
| 25.10.1994 | Jeziorak Iława           | 3:1                   | Górnik Zabrze     |
| 25.10.1994 | ŁKS Łódź                 | 3:2                   | Sokół Pniewy      |
| 25.10.1994 | Olimpia Posen            | 1:0                   | Pogoń Szczecin    |
| 26.10.1994 | Kryształ Stronie Śląskie | 2:2 n. V. (4:5 i. E.) | Stal Mielec       |
| 26.10.1994 | Hetman Zamość            | 1:0                   | Warta Posen       |
| 26.10.1994 | Polonia Warschau         | 1:3                   | Raków Częstochowa |
| 26.10.1994 | Bałtyk Gdynia            | 1:0                   | Siarka Tarnobrzeg |
| 26.10.1994 | RKS Radomsko             | 0:1                   | Ruch Chorzów      |
| 26.10.1994 | Mławianka Mława          | 1:4                   | Lech Posen        |
| 26.10.1994 | Amica Wronki             | 2:0                   | Wisła Krakau      |
| 26.10.1994 | Resovia Rzeszów          | 1:1 n. V. (3:2 i. E.) | Zawisza Bydgoszcz |
| 26.10.1994 | Ślęza Wrocław            | 3:2 n. V.             | Widzew Łódź       |
| 26.10.1994 | GKS Bełchatów            | 0:1                   | Stal Stalowa Wola |
| 26.10.1994 | Wisłoka Dębica           | 1:4                   | Hutnik Krakau     |
| 26.10.1994 | Legia Warschau           | 1:0                   | Zagłębie Lubin    |
| 15.11.1994 | Naprzód Rydułtowy        | 1:3                   | GKS Katowice      |

## 5. Runde
Die 5. Runde fand am 30. November 1994 mit den Gewinnern der 4. Runde statt.
| Datum      |                   | Ergebnis  |                   |
| ---------- | ----------------- | --------- | ----------------- |
| 30.11.1994 | Jeziorak Iława    | 1:0       | Amica Wronki      |
| 30.11.1994 | ŁKS Łódź          | 2:3 n. V. | Ruch Chorzów      |
| 30.11.1994 | Resovia Rzeszów   | 0:3       | Olimpia Posen     |
| 30.11.1994 | Bałtyk Gdynia     | 0:4       | Stal Mielec       |
| 30.11.1994 | Lech Posen        | 1:0       | Hutnik Krakau     |
| 30.11.1994 | Hetman Zamość     | 0:3       | Legia Warschau    |
| 30.11.1994 | Ślęza Wrocław     | 1:3       | GKS Katowice      |
| 30.11.1994 | Stal Stalowa Wola | 0:2       | Raków Częstochowa |

## Viertelfinale
Die Viertelfinalspiele fanden am 4. und 5. April 1995 statt.
| Datum      |                | Ergebnis  |                   |
| ---------- | -------------- | --------- | ----------------- |
| 04.04.1995 | Olimpia Posen  | 2:3 n. V. | Ruch Chorzów      |
| 05.04.1995 | Lech Posen     | 3:1       | Jeziorak Iława    |
| 05.04.1995 | GKS Katowice   | 1:0       | Stal Mielec       |
| 05.04.1995 | Legia Warschau | 4:1 n. V. | Raków Częstochowa |

## Halbfinale
Die Halbfinalspiele fanden am 3. Mai 1995 statt.
| Datum      |              | Ergebnis              |                |
| ---------- | ------------ | --------------------- | -------------- |
| 03.05.1995 | Ruch Chorzów | 1:3                   | Legia Warschau |
| 03.05.1995 | Lech Posen   | 1:1 n. V. (2:4 i. E.) | GKS Katowice   |

## Finale
| Legia Warschau                                       | Legia Warschau | GKS Katowice | GKS Katowice |
| ---------------------------------------------------- | --- | --- | ------------ |
| Legia Warschau                                       | \| 18. Juni 1995 in Warschau (Stadion Wojska Polskiego) \| \| Ergebnis: 2:0 (1:0) \| \| Zuschauer: 17.000 \| \| Schiedsrichter: Roman Kostrzewski (Bydgoszcz) \| | \| 18. Juni 1995 in Warschau (Stadion Wojska Polskiego) \| \| Ergebnis: 2:0 (1:0) \| \| Zuschauer: 17.000 \| \| Schiedsrichter: Roman Kostrzewski (Bydgoszcz) \| | GKS Katowice |
| Legia Warschau                                       | Maciej Szczęsny – Marek Jóźwiak, Jacek Zieliński, Piotr Mosór, Krzysztof Ratajczyk (75. Radosław Michalski) – Grzegorz Lewandowski, Leszek Pisz, Zbigniew Mandziejewicz, Jacek Bednarz – Marcin Mięciel (65. Adam Fedoruk), Jerzy Podbrożny Cheftrainer: Paweł Janas | Janusz Jojko – Kazimierz Węgrzyn, Krzysztof Maciejewski, Marek Świerczewski Mirosław Widuch – Adam Ledwoń, Sławomir Wojciechowski (61. Adam Kucz), Grzegorz Borawski, Jerzy Brzęczek – Bartosz Karwan (61. Andrzej Sermak), Grzegorz Pawłuszek Cheftrainer: Jacek Góralczyk | GKS Katowice |
| Legia Warschau                                       | 1:0 Leszek Pisz (26.) 2:0 Jerzy Podbrożny (90.) | | GKS Katowice |
| Legia Warschau                                       | Mirosław Widuch, Grzegorz Pawłuszek | | GKS Katowice |
| 18. Juni 1995 in Warschau (Stadion Wojska Polskiego) | | |              |
| Ergebnis: 2:0 (1:0)                                  | | |              |
| Zuschauer: 17.000                                    | | |              |
| Schiedsrichter: Roman Kostrzewski (Bydgoszcz)        | | |              |